# Strada statale 517 Bussentina
La strada statale 517 Bussentina (SS 517) è una strada statale italiana che collega la località di Policastro Bussentino sulla costa tirrenica, con le località più interne del Cilento, ed in particolare del Vallo di Diano.

## Percorso
La strada ha visto una radicale riforma dei suoi capisaldi negli ultimi anni. Il percorso storico aveva inizio presso Montesano Scalo, frazione di Montesano sulla Marcellana, distaccandosi dalla strada statale 19 delle Calabrie. Dopo poco più di un km, l'arteria fa il suo ingresso nel parco nazionale del Cilento e Vallo di Diano ed attraversa il fiume Calore Lucano. L'arteria quindi prosegue raggiungendo in sequenza Buonabitacolo, Sanza, Caselle in Pittari e terminando a Torre Orsaia, dove si innestava sul tratto allora classificato come strada statale 18 Tirrena Inferiore.
Data l'importanza strategica del collegamento, tra il sistema autostradale (l'inizio della strada è prossimo allo svincolo Padula-Buonabitacolo dell'A3 Napoli-Reggio Calabria) e le località turistiche che si affacciano sul golfo di Policastro, venne progettato un tracciato alternativo a quello originale, che evitasse l'attraversamento dei centri abitati.
Il primo tratto in variante aperto, ha inizio dalla strada statale 18 Tirrena Inferiore alle porte di Policastro Bussentino e, risalendo il fiume Bussento, raggiunge il vecchio tracciato nei pressi di Torre Orsaia. La variante, priva di incroci a raso, lambisce Caselle in Pittari e, all'altezza di Sanza si ricongiungeva al tracciato originale.
Dal 6 luglio 2007 è stato aperto un ulteriore tratto che da Sanza prosegue in direzione nord-est e, superando Buonabitacolo raggiungibile con un ulteriore svincolo, si innesta sul vecchio tracciato nei pressi del ponte sul fiume Calore Lucano.
Questo tratto in variante, inizialmente classificato come nuova strada ANAS 161 di Policastro Bussentino (NSA 161), era usualmente denominata come strada statale 517 var Bussentina come testimoniato dalla segnaletica posta in loco, ma non ve n'era traccia nella documentazione ufficiale.
A seguito del D.P.C.M. dell'8 luglio 2010, la SS 517 è stata ridisegnata come segue: il tratto iniziale corrisponde alla NSA 161, seguita dalla porzione di tracciato originale della SS 517 fino all'innesto sulla SS 19.
Del restante tracciato originale, la porzione tra lo svincolo di Torre Orsaia dell'attuale tracciato della SS 517 e Torre Orsaia è stato riclassificato come strada statale 517 dir di Torre Orsaia; la restante porzione è passata dall'ANAS alla Regione Campania.

### Tabella percorso
| Bussentina |                                                    |      |           |
| Tipo       | Indicazione                                        | km   | Provincia |
|            | Tirrena Inferiore Scario - Sapri                   | 0,0  | SA        |
|            | Cilentana                                          | 0,3  | SA        |
|            | di Torre Orsaia Torre Orsaia                       | 7,4  | SA        |
|            | Sicilì - Morigerati                                | 9,4  | SA        |
|            | Caselle in Pittari - Morigerati                    | 13,4 | SA        |
|            | Area di servizio                                   | 12,8 | SA        |
|            | Caselle in Pittari                                 | 17,8 | SA        |
|            | Area di servizio                                   | 21,0 | SA        |
|            | Sanza                                              | 23,8 | SA        |
|            | Buonabitacolo                                      | 31,6 | SA        |
|            | Area di servizio                                   | 32,0 | SA        |
|            | Buonabitacolo                                      | 33,3 | SA        |
|            | delle Calabrie Padula - del Mediterraneo Montesano | 34,9 | SA        |

## Strada statale 517 dir di Torre Orsaia
La strada statale 517 dir di Torre Orsaia (SS 517 dir) è una strada statale italiana che collega la SS 517 all'abitato di Torre Orsaia.
La sua istituzione è a seguito del D.P.C.M. dell'8 luglio 2010, quando venne mutuato dal vecchio tracciato della SS 517 in dismissione.
Si tratta della porzione di tracciato che va dallo svincolo Torre Orsaia della nuova SS 517, fino allo stesso centro abitato di Torre Orsaia, dove si innesta sul vecchio tracciato, dismesso anch'esso, della strada statale 18 Tirrena Inferiore.